# Alsterfleet

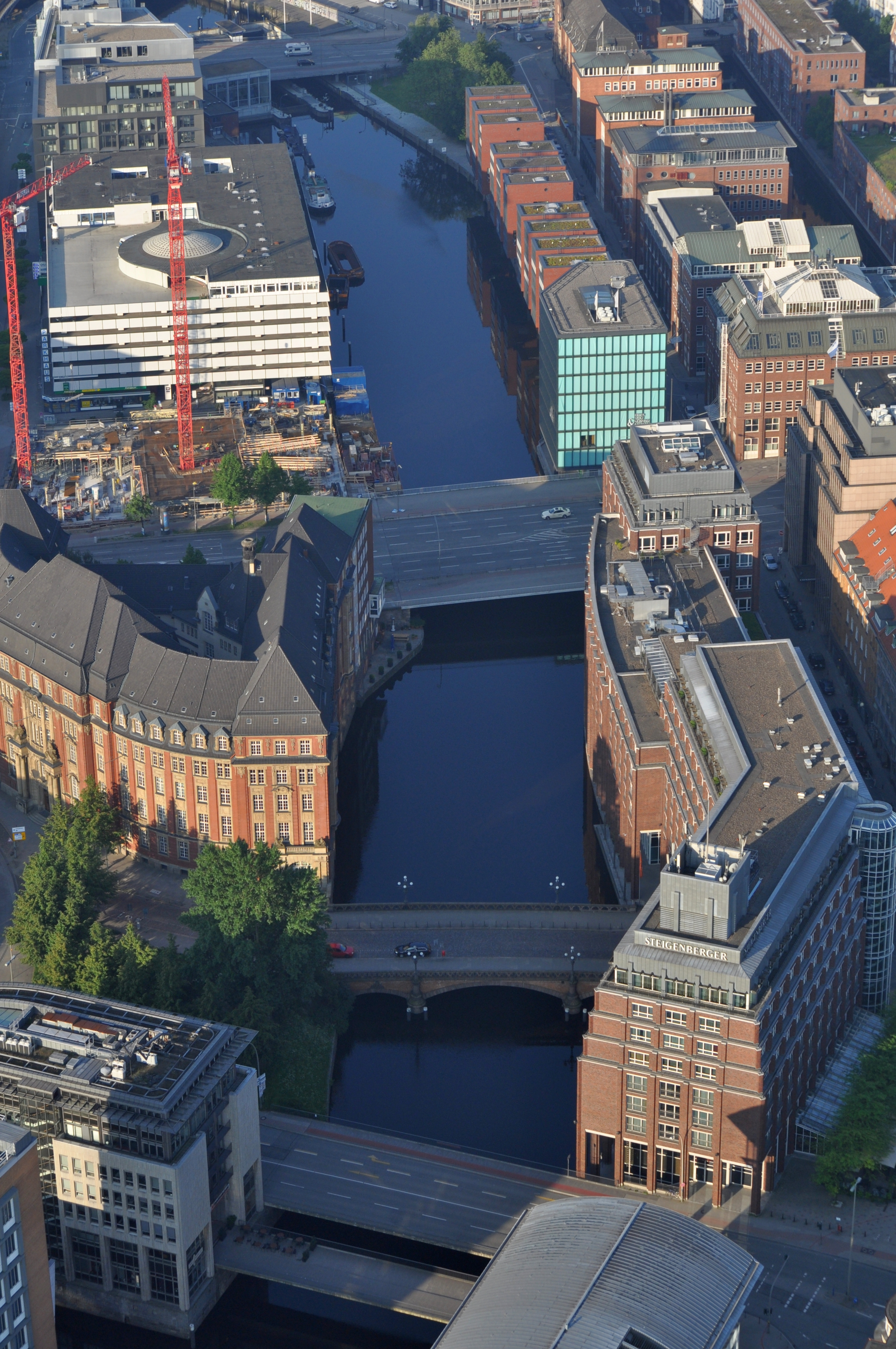
Alsterfleet zwischen Schaartorschleuse (oben) und Graskellerbrücke (unten).

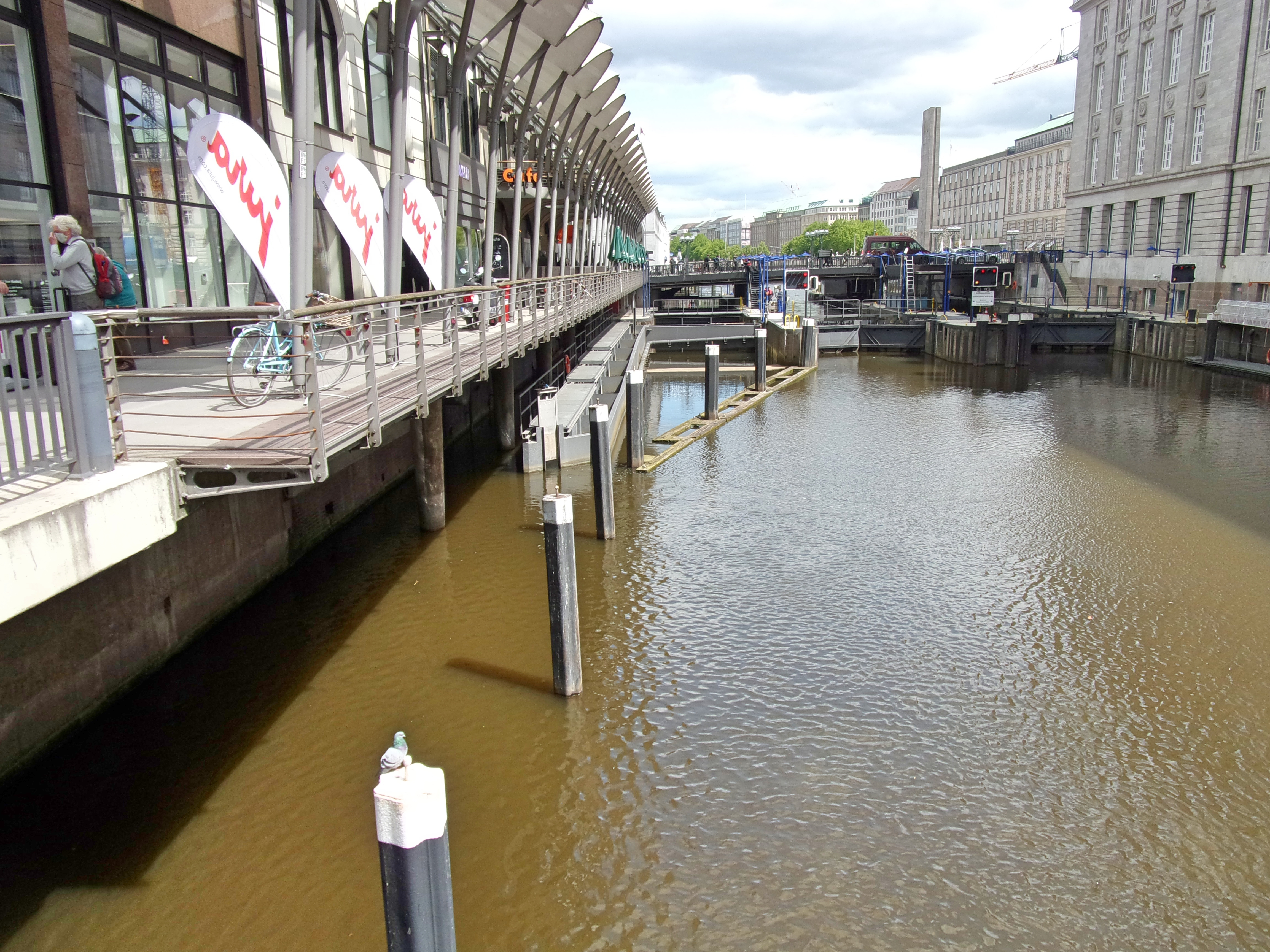
Fischtreppe an der Rathausschleuse

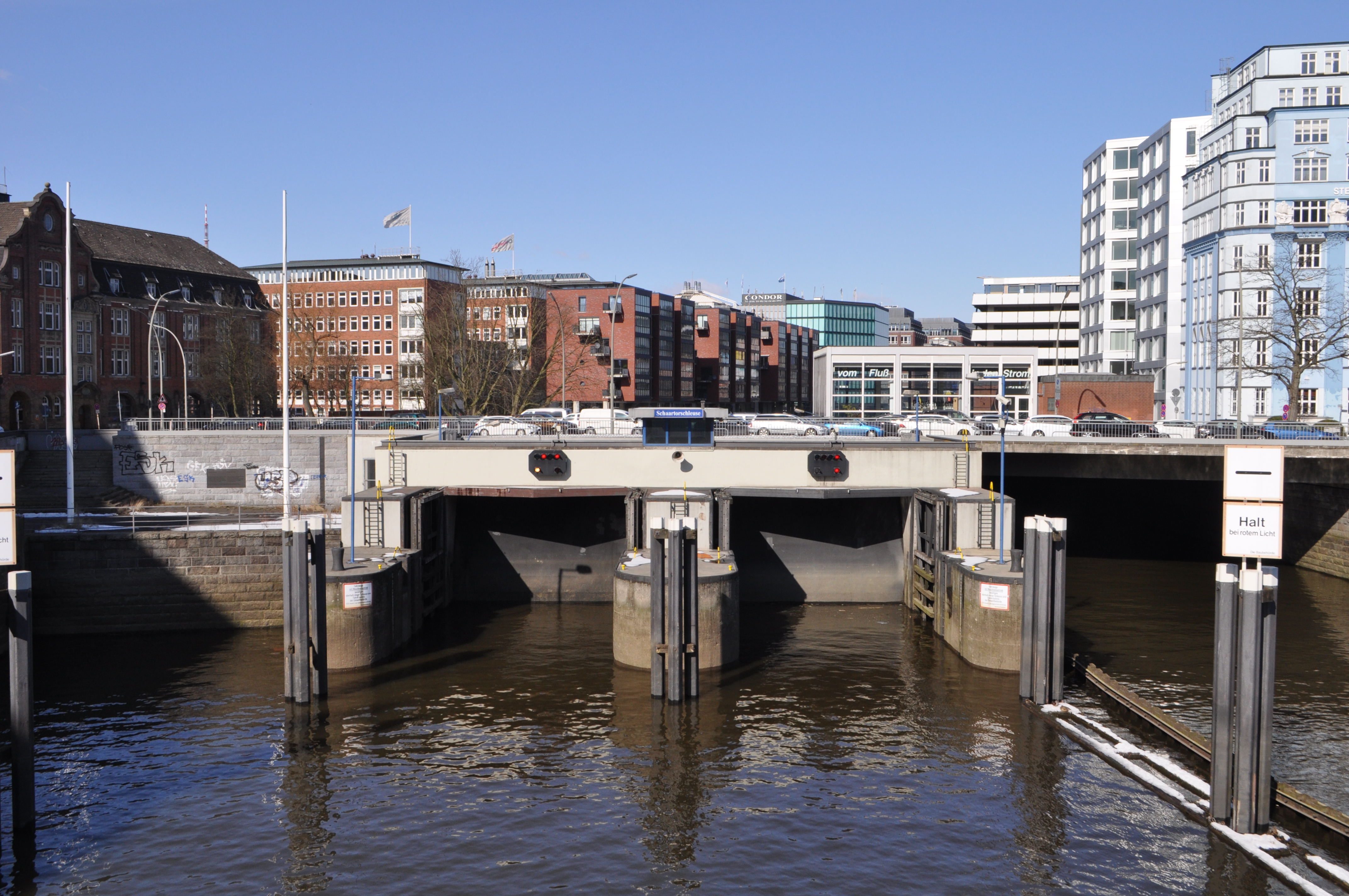
Schaartorschleuse, Ansicht vom Binnenhafen

Das Alsterfleet ist ein Fleet in Hamburg und seit Ende des 19. Jahrhunderts der Hauptabfluss der Alster in die Elbe. Es beginnt südlich der Kleinen Alster an der Schleusenbrücke und mündet nach etwa 1000 Metern am Steinhöft (unweit vom Baumwall) in den Binnenhafen. Das Alsterfleet ist die einzige durchgehend schiffbare Verbindung von Alster und Elbe.

## Schleusen
Zwei Schleusen am Anfang und Ende des Alsterfleets regeln den Pegelstand der Alster und ermöglichen den Schiffsverkehr zwischen Alster und Elbe: Die Rathausschleuse unter der Schleusenbrücke (zwischen Rathausmarkt und Poststraße) und die Schaartorschleuse unter der Schaartorbrücke. Letztere ist Teil der Deichverteidigungslinie und wurde zum Schutz des Hamburger Stadtgebiets nach der Sturmflut 1962 angelegt. Um die Alster auch bei Elbhochwasser entwässern zu können, wurden hier drei Pumpen installiert, die pro Stunde bis zu 130.000 Kubikmeter Wasser von der Alster in die Elbe fördern können.

## Fischtreppen
Tagsüber wird nur wenig Wasser aus der Alster abgelassen, um die Schifffahrt nicht zu gefährden. Daher wird der Pegel der Alster vorwiegend nachts reguliert und sinkt dann durchschnittlich um etwa 10 cm. Weil das Wasser im Alsterfleet dadurch regelmäßig nachts hohe Strömungsgeschwindigkeiten erreicht, können sich Fische, Muscheln und kleine Organismen hier nicht halten. Im Jahr 2014 wurde an der Rathausschleuse eine Fischtreppe zum Aufstieg der Fische von der Elbe in die Alster eingerichtet. Eine zweite Fischtreppe wurde an der Mühlenschleuse zwischen dem tideabhängigen Nikolaifleet und dem Mönkedammfleet gebaut, das mit dem Alsterfleet verbunden ist.

## Geschichte
Im 12. Jahrhundert wurde der Wasserstand des Alsterfleets erstmals reguliert. Vom 13. bis zum 15. Jahrhundert schützte das Fleet als westlicher Stadtgraben die Stadt (etwa das Gebiet des heutigen Stadtteils Altstadt). Im Jahr 1530 wurde es in das innerstädtische schiffbare Fleetnetz einbezogen. Alter Name: Admiralitätsstraßenfleet. Erst nach dem Brand von 1842 wurde die schon früher angestrebte Schifffahrtsverbindung von Alster und Elbe hergestellt. Seit 1846 ermöglicht die mit der Schleusenbrücke überbaute Rathausschleuse die Schifffahrt zwischen Alster und Elbe. Noch in einer Karte von 1890 wird der nordöstliche Teil von der Reesendammbrücke bis zur Abzweigung des Mönkedammfleets als Kleine Alster bezeichnet.
1973 erfolgte ein Neubau. Bei dieser Gelegenheit wurden von den HEW gespendete Generatoren, die die Wasserkraft der Alster nutzen, eingebaut. Da man die Technik der Netzrückspeisung noch nicht beherrschte, kamen Gleichstromgeneratoren zum Einsatz, die ausschließlich die Beleuchtung des Rathauses speisten.
Das Gebiet zwischen dem Alsterfleet und den nordwestlich davon gelegenen Fleeten Herrengraben und Bleichenfleet wird heute auch „Fleetinsel“ genannt, wenngleich es keine Insel im eigentlichen Sinne ist.
Seit 2003 säumt ein Wanderweg das Alsterfleet.